# Komprachcice (gromada)
Komprachcice – dawna gromada, czyli najmniejsza jednostka podziału terytorialnego Polskiej Rzeczypospolitej Ludowej w latach 1954–1972.
Gromady, z gromadzkimi radami narodowymi (GRN) jako organami władzy najniższego stopnia na wsi, funkcjonowały od reformy reorganizującej administrację wiejską przeprowadzonej jesienią 1954 do momentu ich zniesienia z dniem 1 stycznia 1973, tym samym wypierając organizację gminną w latach 1954–1972.
Gromadę Komprachcice z siedzibą GRN w Komprachcicach utworzono – jako jedną z 8759 gromad na obszarze Polski – w powiecie opolskim w woj. opolskim, na mocy uchwały nr VII/26/54 WRN w Opolu z dnia 4 października 1954. W skład jednostki weszły obszary dotychczasowych gromad Komprachcice i Ochodze ze zniesionej gminy Komprachcice w tymże powiecie. Dla gromady ustalono 27 członków gromadzkiej rady narodowej.
31 grudnia 1959 do gromady Komprachcice włączono obszar zniesionej gromady Domecko w tymże powiecie.
31 grudnia 1961 do gromady Komprachcice włączono obszar zniesionej gromady Chmielowice w tymże powiecie. 
1 stycznia 1969 do gromady Komprachcice włączono obszar zniesionej gromady Polska Nowa Wieś w tymże powiecie.
Gromada przetrwała do końca 1972 roku, czyli do kolejnej reformy gminnej. 1 stycznia 1973 w powiecie opolskim reaktywowano gminę Komprachcice.